# Ouratea weberbaueri
Ouratea weberbaueri là một loài thực vật có hoa trong họ Ochnaceae. Loài này được Sleumer mô tả khoa học đầu tiên năm 1936.